# Mittelalterliches Kriminalmuseum Rothenburg ob der Tauber
Das Mittelalterliche Kriminalmuseum Rothenburg ob der Tauber ist ein deutsches Rechtskundemuseum und gibt einen Einblick in das Rechtsgeschehen der letzten 1000 Jahre. Es befindet sich seit 1977 in der Burggasse 3 (ehemalige Johanniterkomturei) in Rothenburg ob der Tauber in Mittelfranken.
Es zeigt über 2000 Exponate aus über 1000 Jahren europäischer Justizgeschichte mit dem Schwerpunkt Mittelalter.

## Geschichte der Sammlung und des Museums
Das Museum befindet sich in der ehemaligen Rothenburger Johanniterkomturei, die zwischen 1393 und 1410 zusammen mit der angrenzenden St.-Johannis-Kirche errichtet wurde. Im Jahr 1718 erfolgte der Umbau des Gebäudes in den noch heute erkennbaren Barockstil. Die Sammlung geht zurück auf eine kleine Privatsammlung des Verlegers und Archivars Rudolf Hermann Albrecht Ende 19./Anfang 20. Jahrhunderts. Diese war als sog. „Rothenburger Folterkammer“ im Turm des Burghotels in der Klostergasse untergebracht und orientierte sich an der weltbekannten Nürnberger Folterkammer-Ausstellung von G. F. Geuder.
Die Sammlung „Rothenburger Folterkammer“ nebst Gebäude wurde von dem Künstlerehepaar Ernst Paul Hinckeldey und Marta Hinckeldey-Wittke im Jahr 1920 übernommen, ausgebaut und museal präsentiert. Seit den 1950er Jahren führten deren Sohn Christoph Hinckeldey und seine Frau Hildegard die Sammlung fort und vergrößerten die Ausstellungsfläche zunächst um den Keller des Burghotels. Der konsequente Ausbau der Sammlung und die Erweiterung der Ausrichtung des Museums zu einem umfassenden Rechtskundemuseum für den deutschsprachigen Raum machten eine erneute räumliche Vergrößerung des Museums in den 1970er Jahren unumgänglich. Im Jahre 1977 erfolgte deshalb der Umzug in die ehemalige Johanniterkomturei Rothenburgs in der Burggasse.
Ende 1993 wurden seitens der Stifterfamilie das Museumshauptgebäude und Teile der Sammlung sowie seitens der Stadt Rothenburg die angrenzende Johanniterscheune in eine Stiftung öffentlichen Rechts mit Sitz in Rothenburg ob der Tauber überführt. Stiftungszweck sind neben dem Betrieb des Museums die Wissenschaftsförderung und Forschung. Nach dem Tod des Stifters Christoph Hinckeldey übernahm Karl-Heinz Schneider die Leitung des Mittelalterlichen Kriminalmuseums. In den Jahren 1994 bis 1996 wurde die Johanniterscheune denkmalgerecht restauriert und seit 1997 für den Museums-, Ausstellungs-, Tagungs- und Cafeteriabetrieb genutzt. Seit Juni 2013 leitet Markus Hirte das Mittelalterliche Kriminalmuseum.

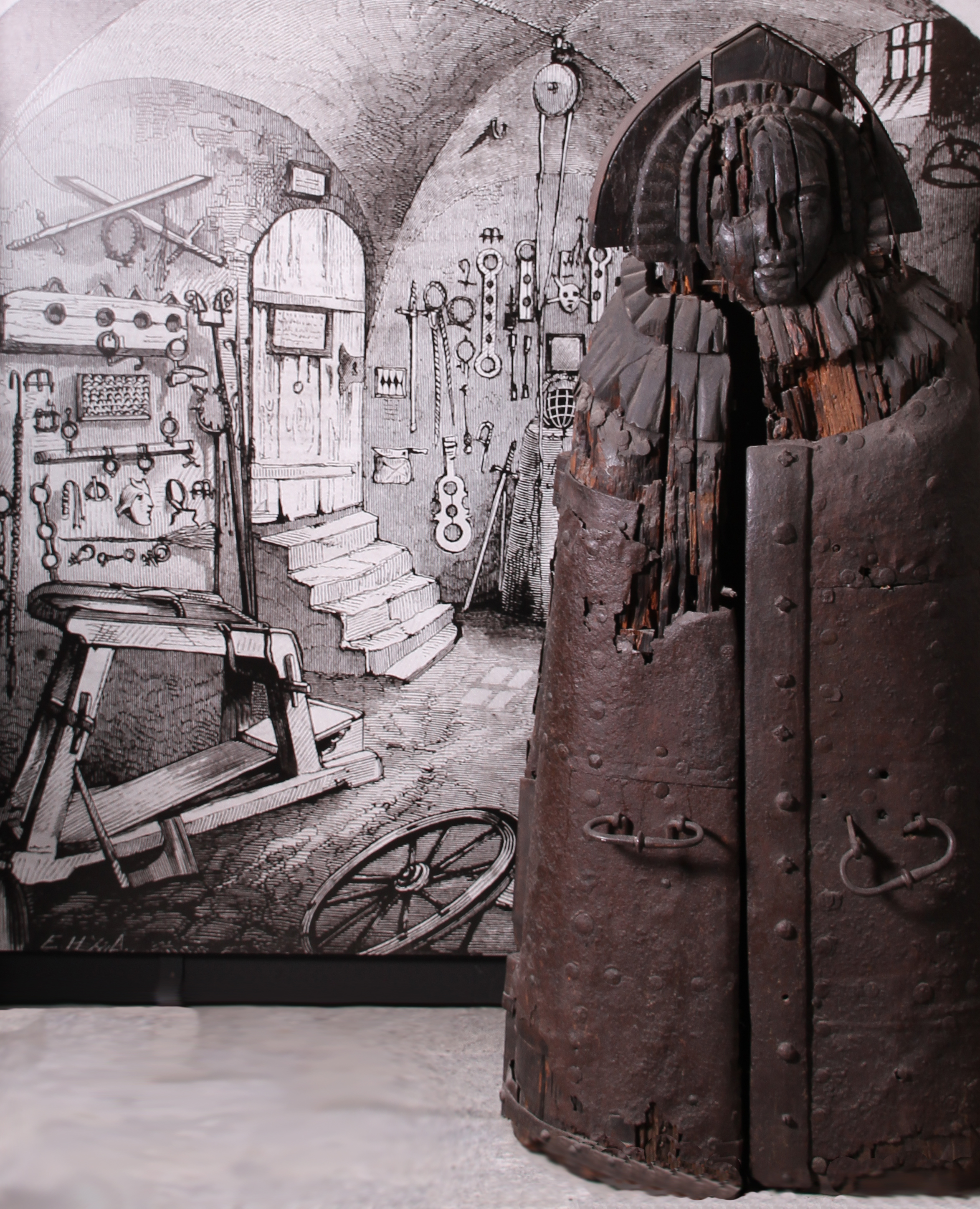
Eiserne Jungfrau
Halsgeige
Streckbank
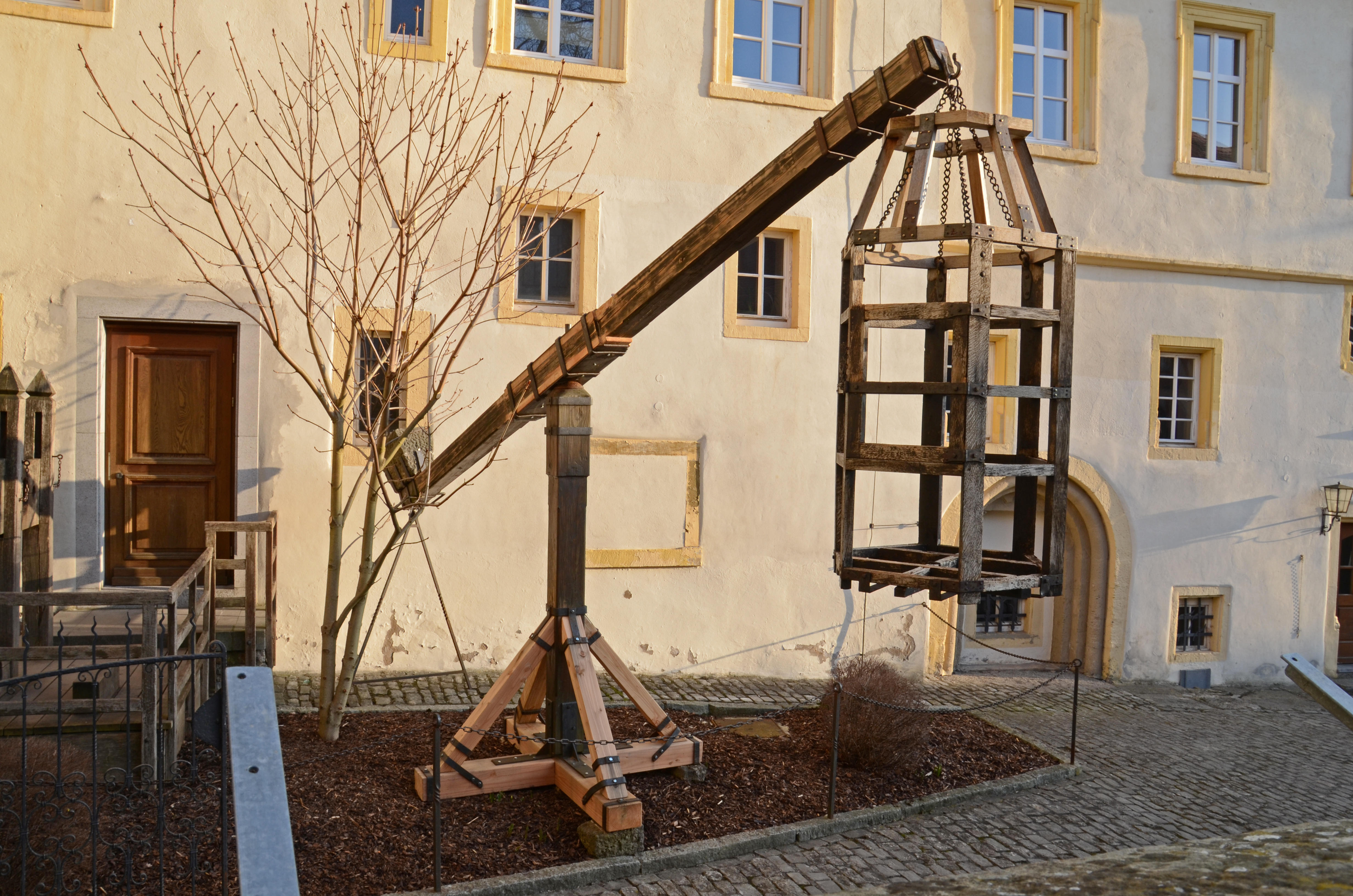
Schandkorb
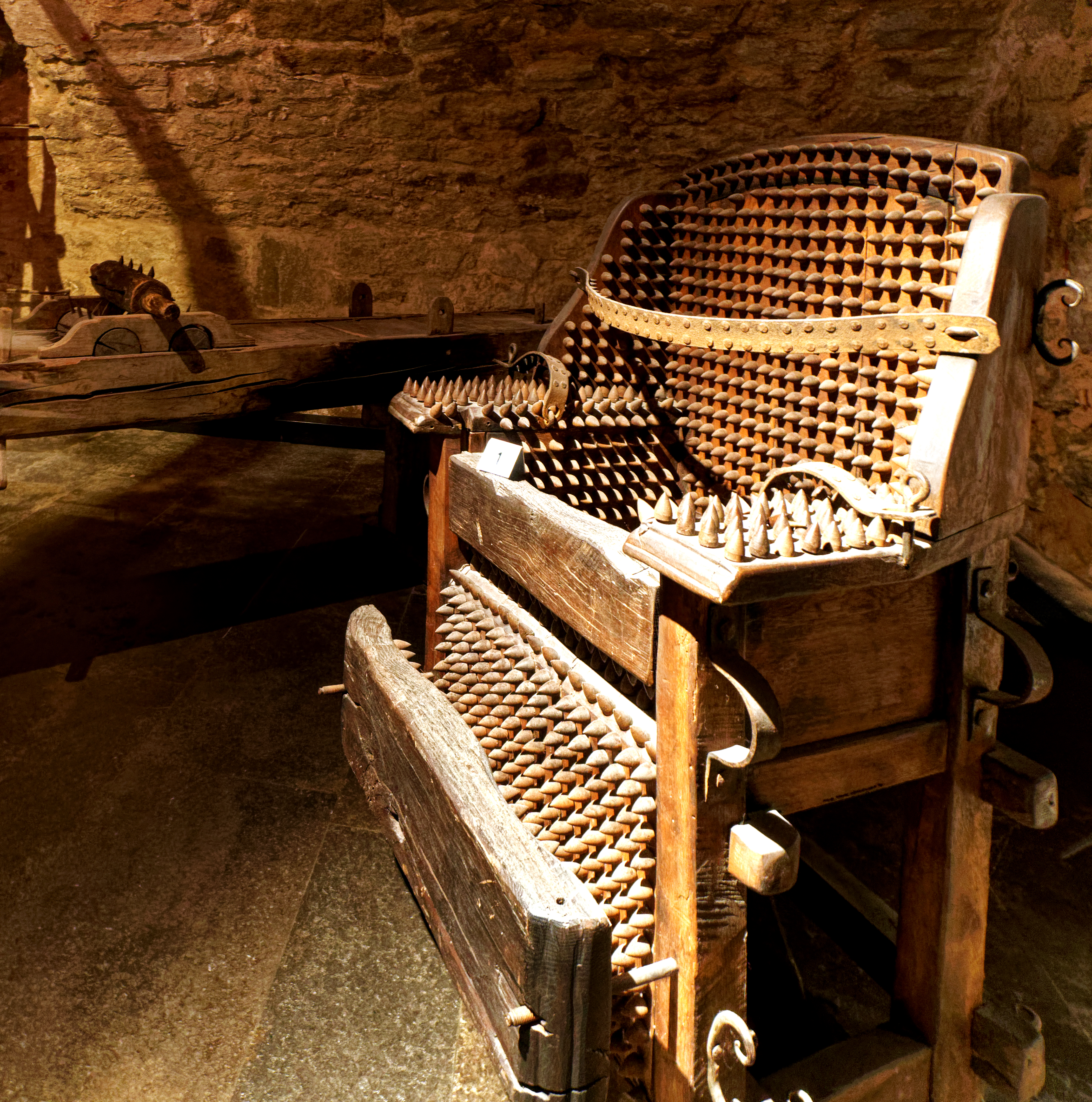
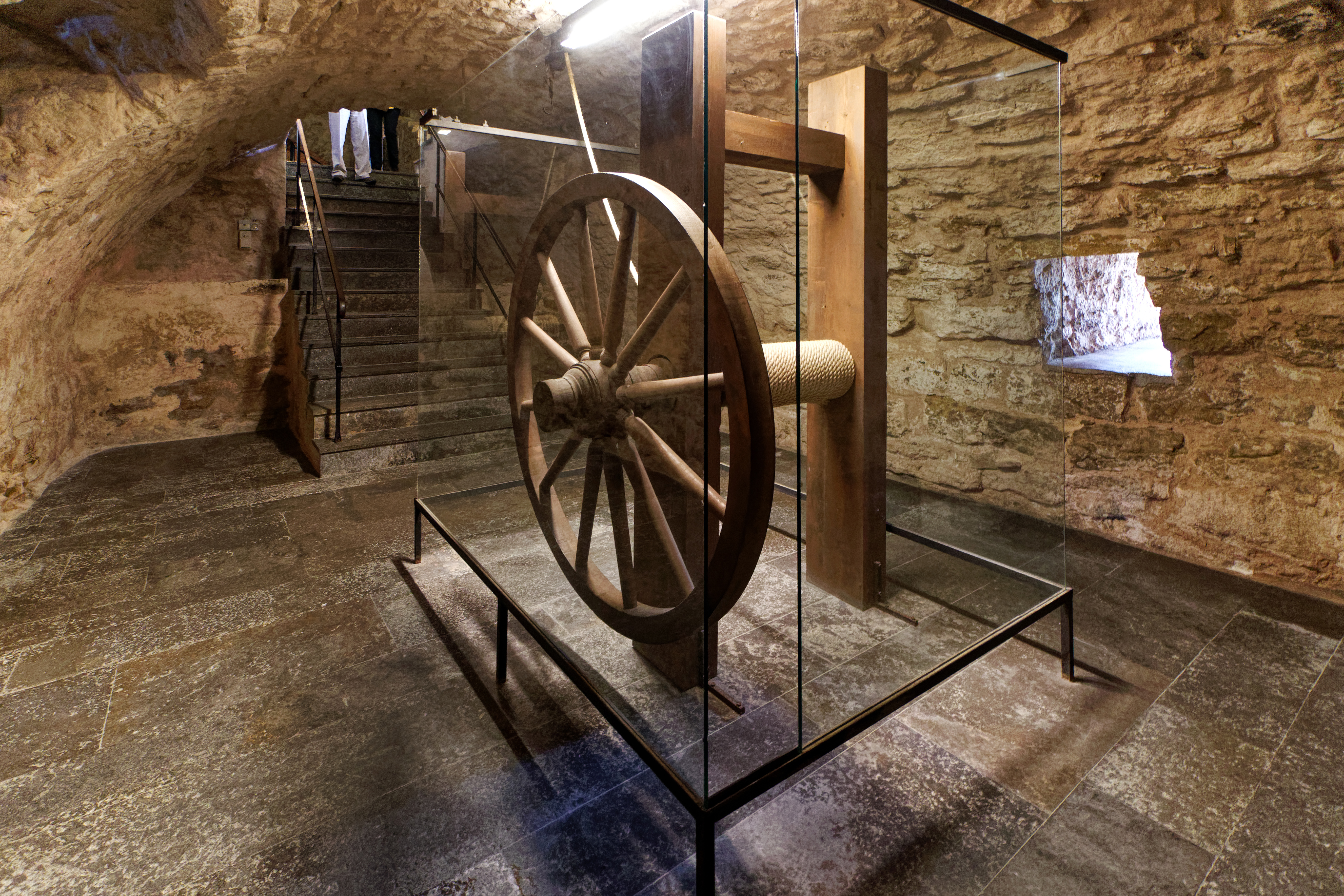
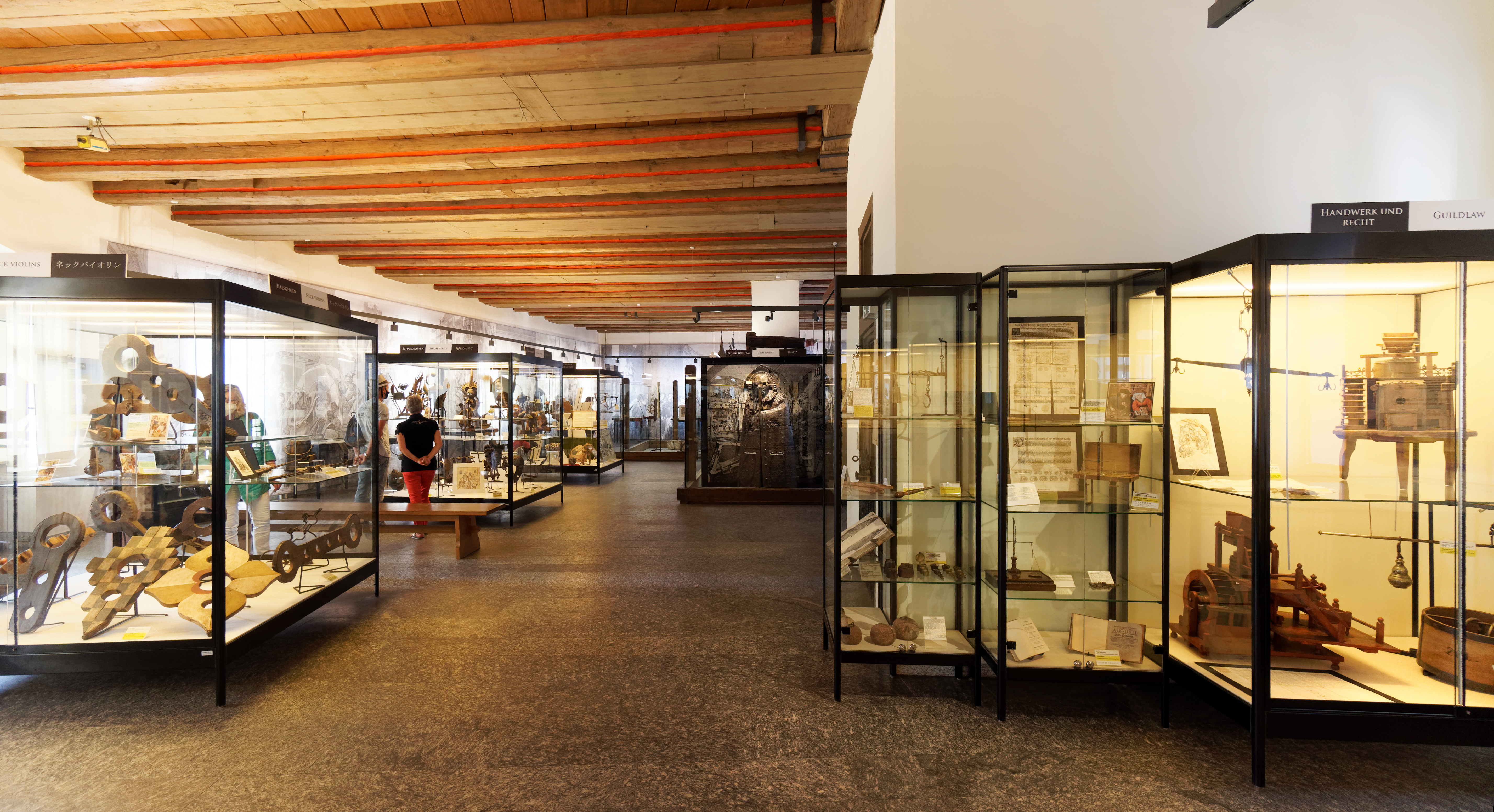
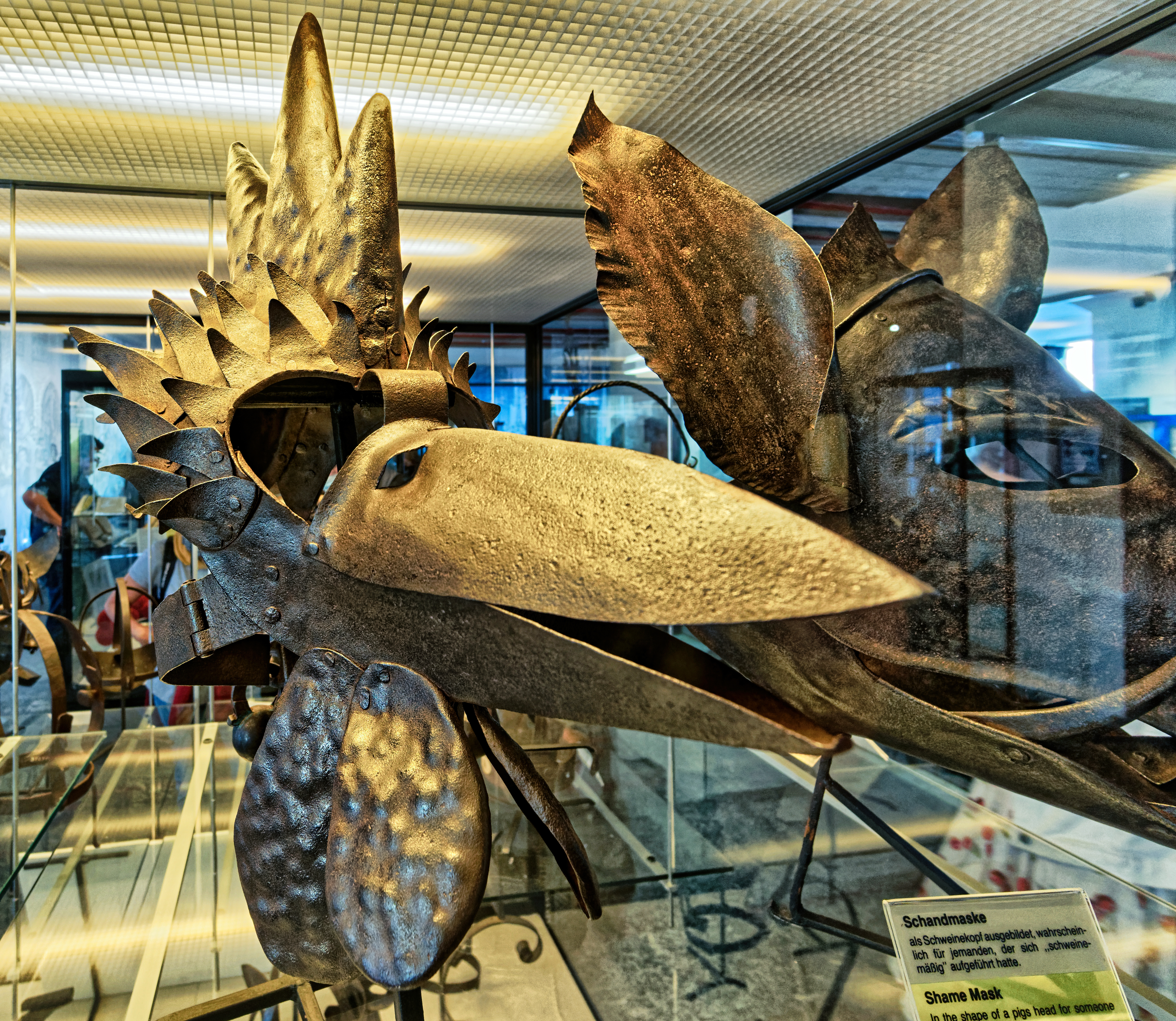
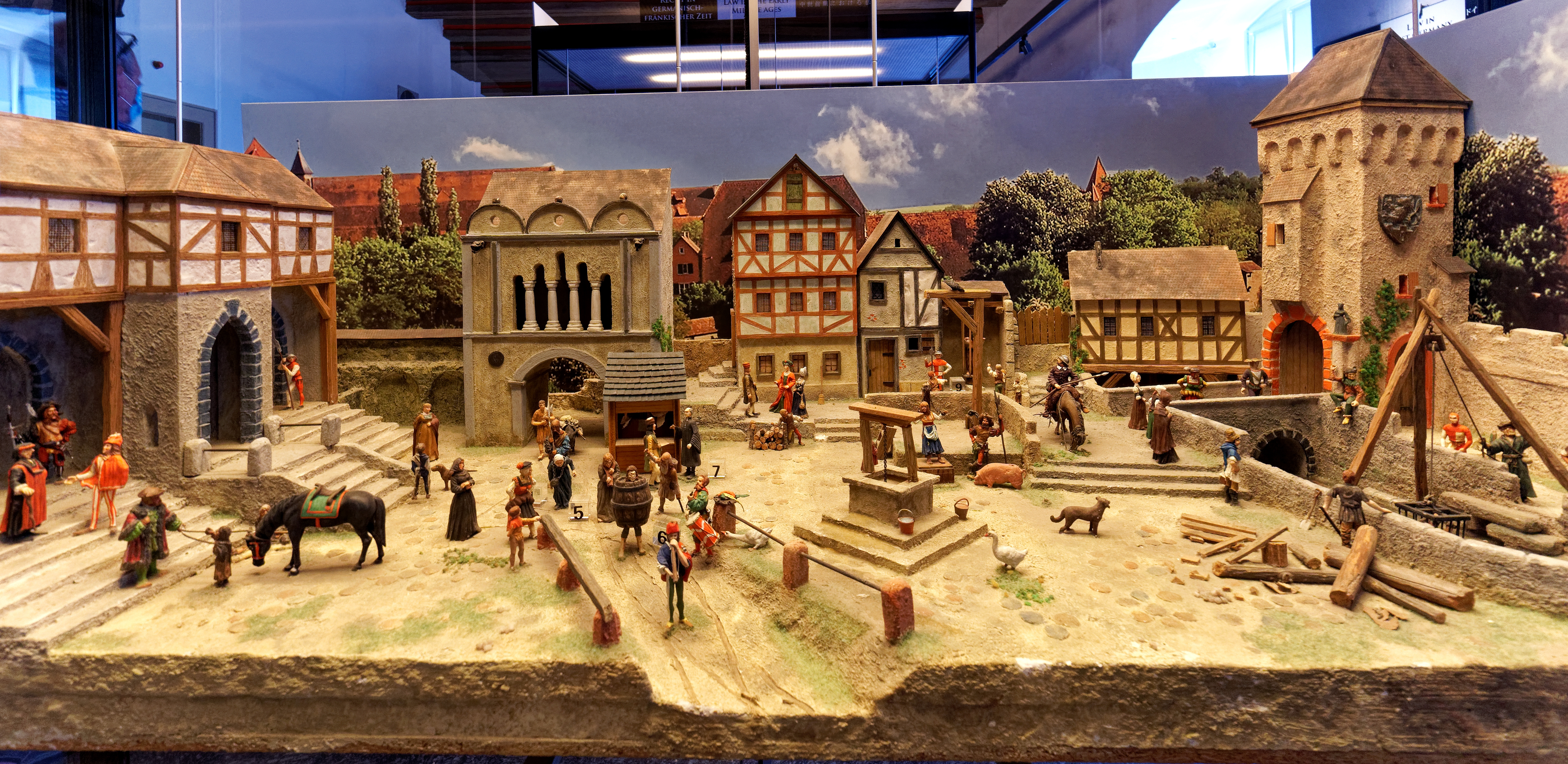
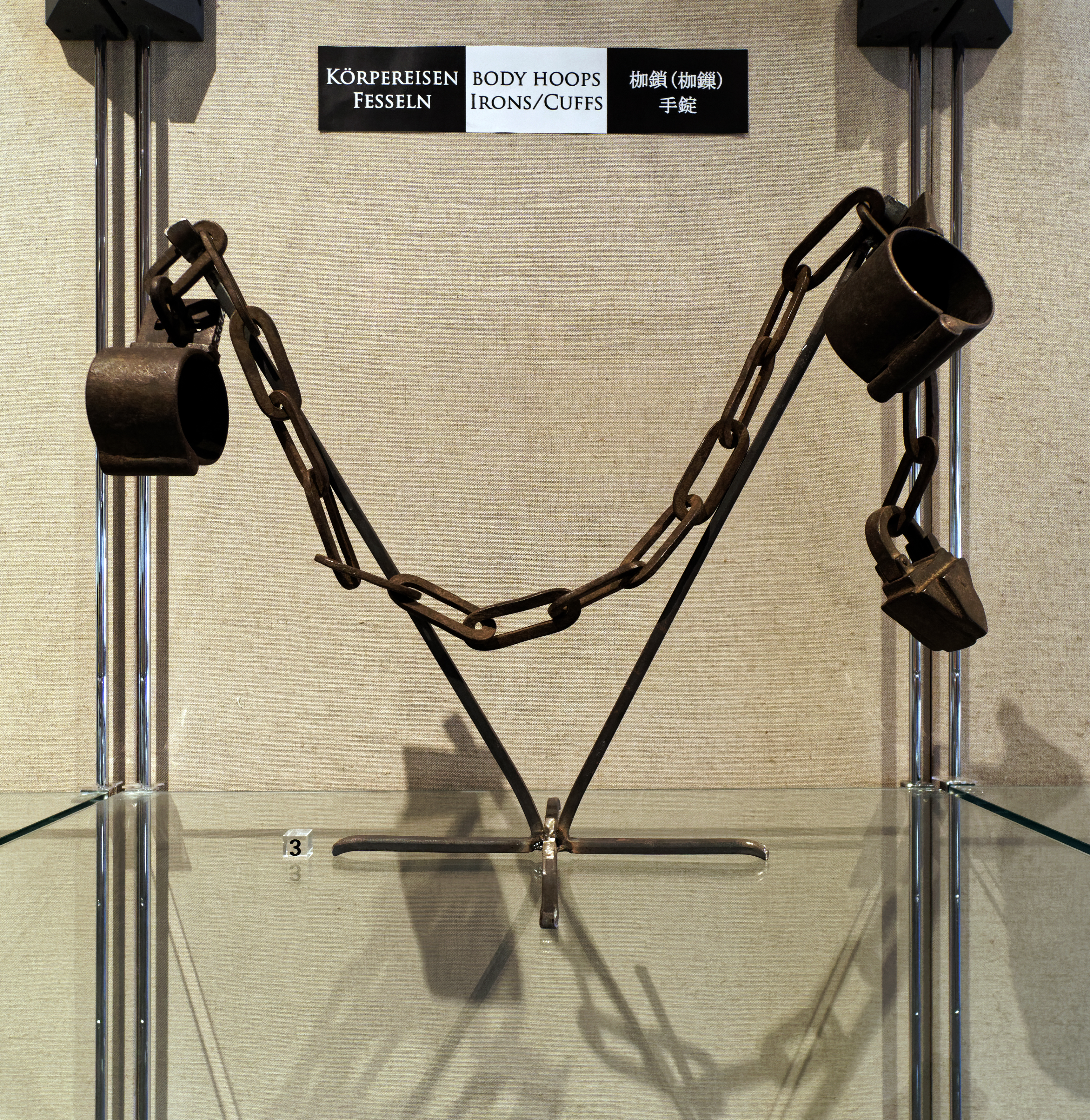
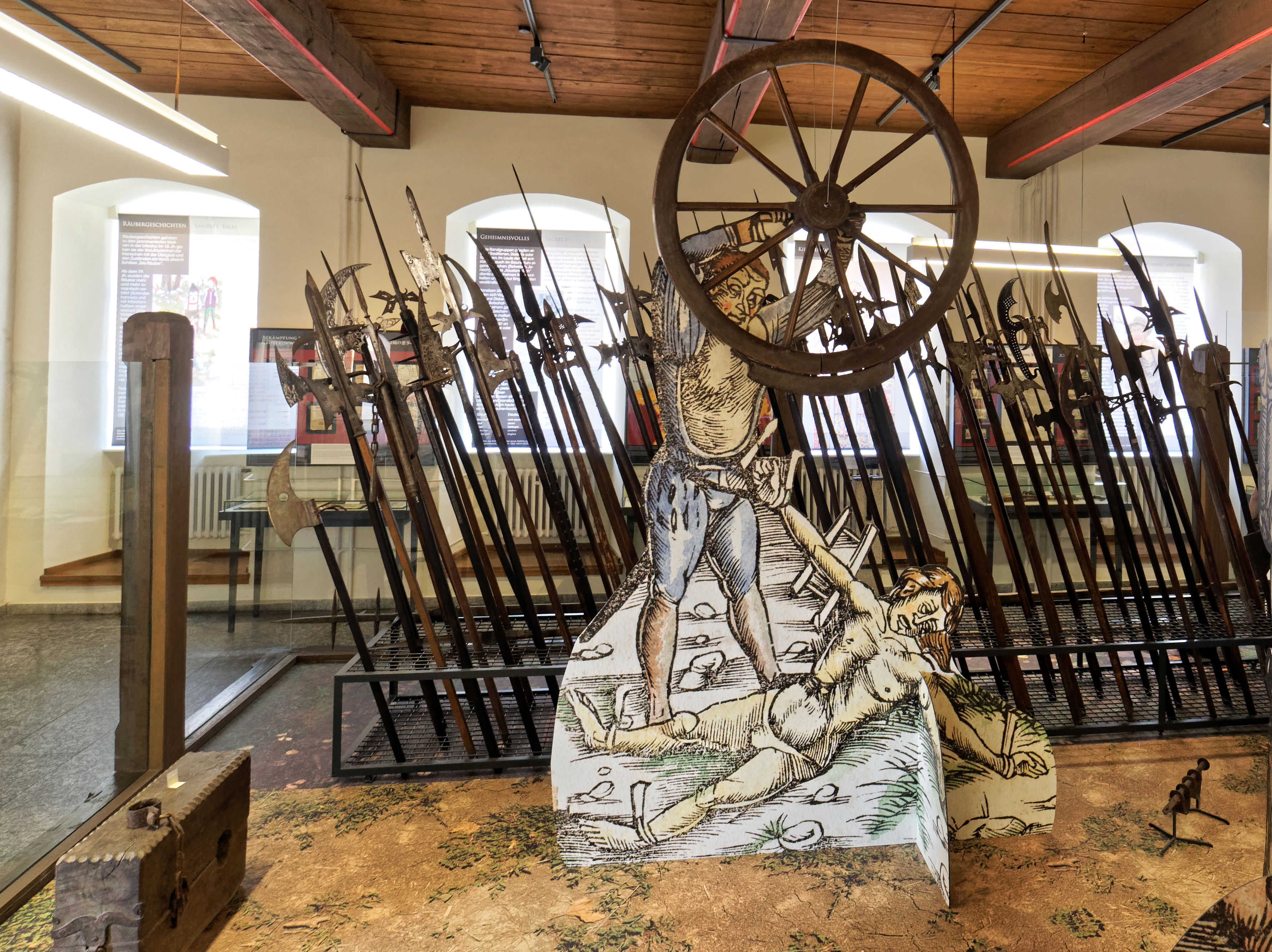

## Hauptgebäude

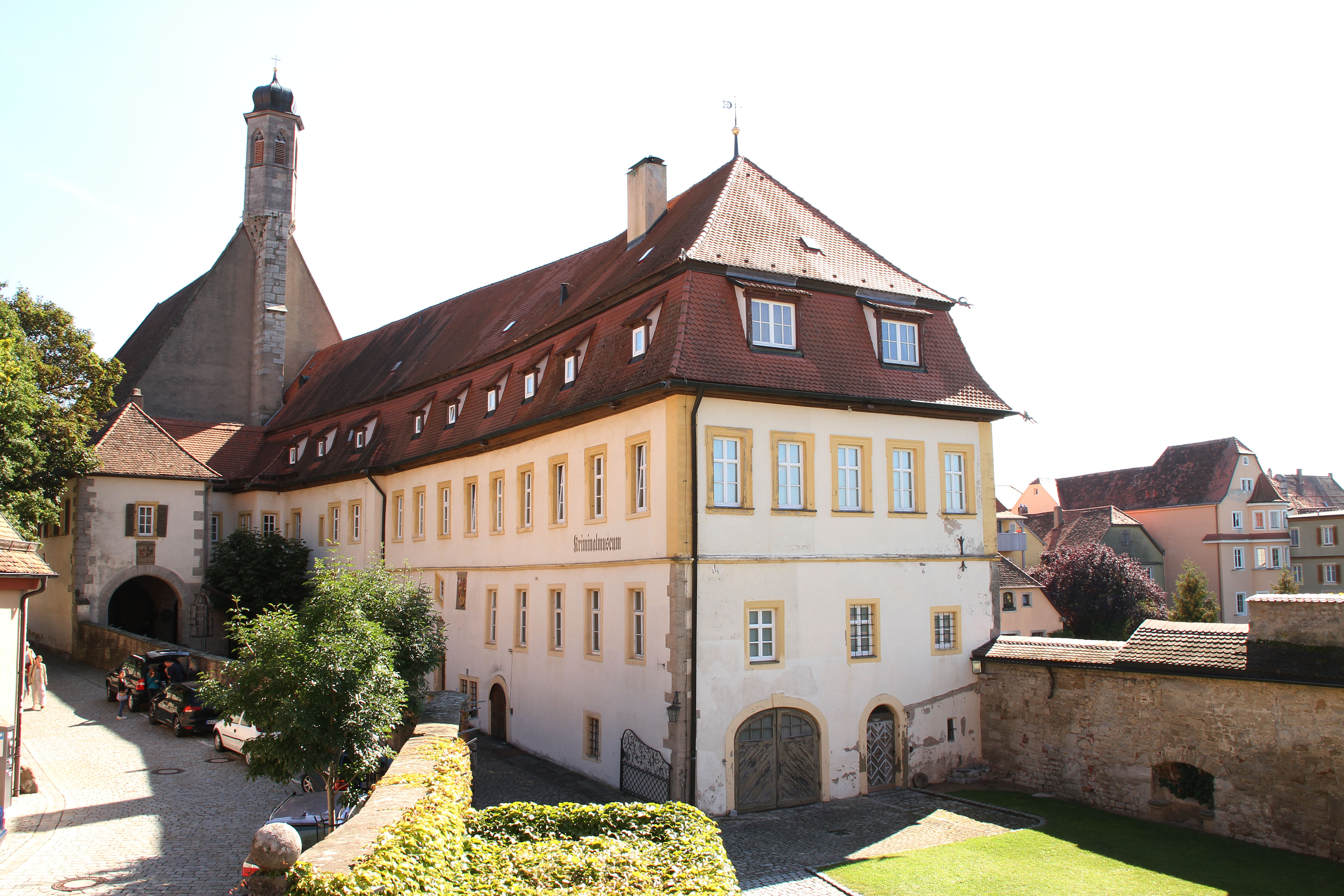
Kriminalmuseum Außenansicht

Der Ausstellungsrundgang orientiert sich am Gang des Strafverfahrens vom Ermittlungsverfahren bis hin zur Vollstreckung der Strafe. Eine Vielzahl von Themen-Inseln beleuchten darüber hinaus besondere Bereiche der Rechtsgeschichte detaillierter.
- Kellergewölbe: Verfahrensbeginn, Beweisverfahren, Folter
- Erdgeschoss: Leibes- und Lebensstrafen, Freiheitsstrafen, Scharfrichter, Räuber und Hexen
- erstes Obergeschoss: Recht in germanisch-fränkischer Zeit, Rechtsspiegel, Kirche und Recht, Inquisitionsverfahren, Stadt und Recht, Siegel, Ehrenstrafen, Eiserne Jungfrau, Ehe-, Ehre und Frauen im Recht, Handwerksrecht
- zweites Obergeschoss: Staats- und Verfassungsrecht, Polizeirecht, Schulstrafen, aufsehenerregende Kriminalfälle, Aberglauben, Passwesen, juristische Karikaturen, Exlibris und Fayencen

## Johanniterscheune

Johanniterscheune Außenansicht

Hier werden während der Hauptsaison die Sonderausstellungen des Museums präsentiert.
- Erdgeschoss: Cafeteria und Museumsshop sowie Multimediaraum
- Zwischenebene: Sonderausstellung
- erstes Obergeschoss: Sonderausstellung
- Dachgeschoss: Festsaal/Konferenzbereich

## Sonderausstellungen

### April 2023 bis Dezember 2024: Schatz und Schatzsuche in Recht und Geschichte
In der Sonderausstellung wird das Menschheitsthema der Schatzsuche von der Antike bis in die Gegenwart beleuchtet. Ein Schwerpunkt liegt auf der Schatzsuche in der Frühen Neuzeit, für die magische Hilfsmittel und Spezialisten gebraucht wurden.

### Frühere Sonderausstellungen

Hund und Katz – Wolf und Spatz: Tiere in der Rechtsgeschichte

- Mai 2020 bis Ende 2021: Hund und Katz – Wolf und Spatz: Tiere in der Rechtsgeschichte

Die Sonderausstellung befasst sich mit den Themen Tierprozesse und Tierstrafen. Wölfe und Schweine als Angeklagte in gerichtsförmigen Mordprozessen, exkommunizierte Delfine und Heuschrecken oder Kopfprämien für Spatzen und Mäuse. Daneben wird die Rolle der Tiere bei Todesstrafen beleuchtet und es gibt Exkurse zum Nutztier, zu Hexen-, Fabel- und Wappentieren.

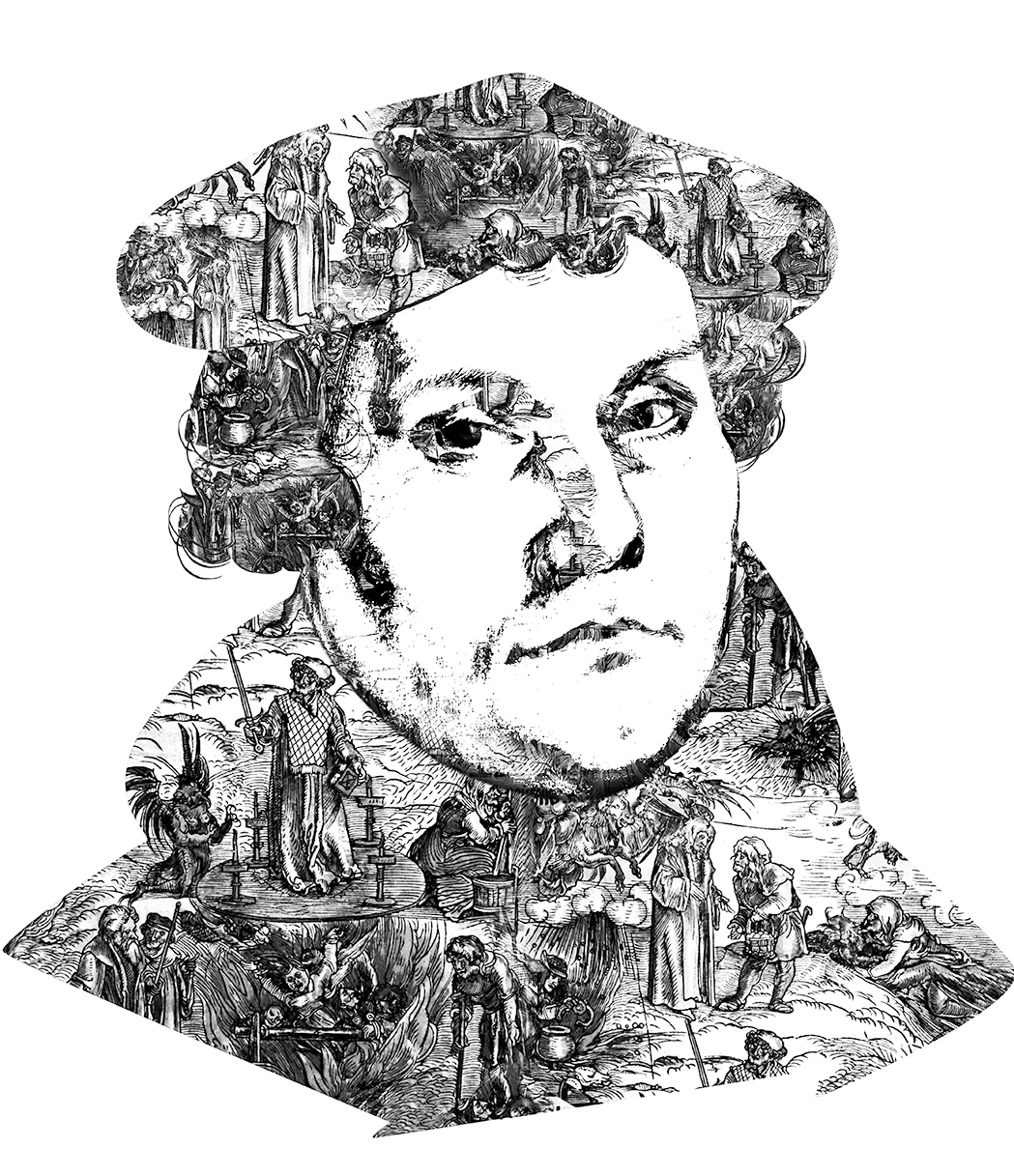
Mit dem Schwert oder festem Glauben – Martin Luther und die Hexen

- Mit dem Schwert oder festem Glauben – Martin Luther und die Hexen

Die Sonderausstellung wurde von Mai 2016 bis Dezember 2019 in der Johanniterscheune des Mittelalterlichen Kriminalmuseums von rund 500.000 Gästen besucht. Sie behandelte die Geschichte des Hexenglaubens und Hexereidelikts – von den Anfängen bis zum Ende der großen Hexenverfolgungen. Ein besonderer Fokus lag auf der Person Martin Luther und dessen Stellungnahmen für und wider den Hexenglauben. Außerdem war die Reformation und Hexenverfolgung in Franken und Rothenburg ob der Tauber ein Thema.
- „Kunst und Strafrecht“ (17. Mai bis 16. Juni 2019)
- 50 Jahre „Chitty Chitty Bang Bang“ (27. November 2018 bis 6. Januar 2019)
- „Robert Hellenschmidt – St(r)ichhaltig“ (29. November 2015 bis 10. Januar 2016)
- Erika Szameitat (16. August bis 31. Oktober 2015)
- V.R. Hedwig – Der Teufel und sein Martin, Traumwelt und Realität (2015)
- „Rom in Rothenburg“ (17. August bis 2. November 2014)
- „Die Mühlen im Märchen …“ (2014)
- Reiner Grunwald – „Schwerpunkte“ (1. Dezember 2013 bis 6. Januar 2014)
- Adolf Krause – „Ansichtssachen“ (1. September bis 31. Oktober 2013)
- „Eiichi Takeyama – Seelensbilder + Landschaftsbilder“ (16. Juni bis 11. August 2013)
- „Ton ab, Kamera läuft und Action – Rothenburg als Filmstadt und Drehort“ (14. April bis 26. Mai 2013)
- Ausstellung von Udo Winkler (1. Dezember 2012 bis 6. Januar 2013)
- „Hexen“ (27. Oktober bis 4. November 2012)
- 1945 – Zusammenbruch und Befreiung (15. April bis 13. Mai 2012)

### Digitalisiert
Die Sonderausstellungen Mit dem Schwert oder festem Glauben – Martin Luther und die Hexen und Tiere in der Rechtsgeschichte wurde in die Präsenzausstellung des Mittelalterlichen Kriminalmuseums integriert. Sie ist jetzt digital im Erdgeschoss des Hauptgebäudes besuchbar. Erstere ist für 5 Euro auch online einsehbar.

## Führungen
Das Kriminalmuseum bietet Führungen in Deutsch und Englisch an. Diese können vorab telefonisch oder per Mail gebucht werden.

## Publikationen
Neben Ausstellungskatalogen hat das Mittelalterliche Kriminalmuseum im Laufe der Jahre weitere Publikationen veröffentlicht:
I. Kataloge des Mittelalterlichen Kriminalmuseums
- Band 1: „Mit dem Schwert oder festem Glauben“ – Luther und die Hexen, Darmstadt 2017.
- Band 2: „With the sword or strong faith“ – Luther and the Witches, Rothenburg o.d.T. 2017.
- Band 3: „Hund und Katz – Wolf und Spatz“ – Tiere in der Rechtsgeschichte, St. Ottilien 2020.
- Band 4: Schatz und Schatzsuche in Recht und Geschichte, St. Ottilien 2023.

II. Schriftenreihe des Mittelalterlichen Kriminalmuseums
- Band I: Die Maleficia der Hexenleut’, Rothenburg o.d.T. 1997.
- Band II: Die Halsgerichtsordnung der Stadt Volkach aus 1504, Rothenburg o.d.T. 1998.
- Band III: Die Eiserne Jungfrau – Dichtung und Wahrheit, Rothenburg o.d.T. 1999.
- Band IV: „Von peinlicher Frag“ – Die Folter als rechtliches Beweisverfahren, Rothenburg o.d.T. 2000.
- Band IVc: Criminal Justice through the Ages, Rothenburg o.d.T. 2016.
- Band V: Rechtssprichwörter, Rothenburg o.d.T. 1992.
- Band VI: Justiz in alter Zeit, Rothenburg o.d.T. 2005.
- Band VII: Bilder aus dem Kriminalmuseum, Rothenburg o.d.T. 1989.
- Band VIII: Pictures from the Medieval Crime and Justice Museum, Rothenburg o.d.T 2015.
- Band IX: Grafiken aus dem Kriminalmuseum, Rothenburg o.d.T. 2018.
- Band X: Rock, Rap, Recht – Beiträge zu Musik, Recht und Geschichte, Darmstadt 2019.

III. Rothenburger Gespräche zur Strafrechtsgeschichte
- Band 1: Günter Jerouschek, Hinrich Rüping (Hrsg.): „Auss liebe der gerechtigkeit vnd umb gemeines nutz willenn“ – Historische Beiträge zur Strafverfolgung. Tübingen 2000.
- Band 2: Günter Jerouschek, Wolfgang Schild, Walter Gropp (Hrsg.): Benedict Carpzov – Neue Perspektiven zu einem umstrittenen sächsischen Juristen. Tübingen 2000, Nachdruck Gießen 2020.
- Band 3: Günter Jerouschek: Lebensschutz und Lebensbeginn – Die Geschichte des Abtreibungsverbots. Tübingen 2002.
- Band 4: Dirk von Behren: Die Geschichte des § 218. Tübingen 2004; Nachdruck Gießen 2020.
- Band 5: Markus Hirte: Papst Innozenz III., das IV. Lateranum und die Strafverfahren gegen Kleriker – Eine registergestützte Untersuchung zur Entwicklung der Verfahrensarten zwischen 1198 und 1216. Tübingen 2005.
- Band 6: Günter Jerouschek, Hinrich Rüping, Barna Mezey (Hrsg.): Strafverfolgung und Staatsraison – Deutsch-ungarische Beiträge zur Strafrechtsgeschichte. Gießen 2009.
- Band 7: Andreas Blauert: Frühe Hexenverfolgungen – Ketzer-, Zauberei- und Hexenprozesse des 15. Jahrhunderts. Nachdruck, Gießen 2020.
- Band 8: Markus Hirte, Arnd Koch, Barna Mezey (Hrsg.): Wendepunkte der Strafrechtsgeschichte – Deutsche und ungarische Perspektiven. Festschrift, Gießen 2020.

## Symposien
Seit 2018 veranstaltet das Kriminalmuseum in Kooperation mit dem Taubertal Festival jährlich ein Symposium zu unterschiedlichen Themen aus den Bereichen Geschichte, Musik und Recht:
- Gender, Macht und Recht: #MeToo – zur Rolle der Frau im Musikbusiness (2019)
- Rock, Rap, Recht (2018)